# Evangelische Kirche (Eschelbach)

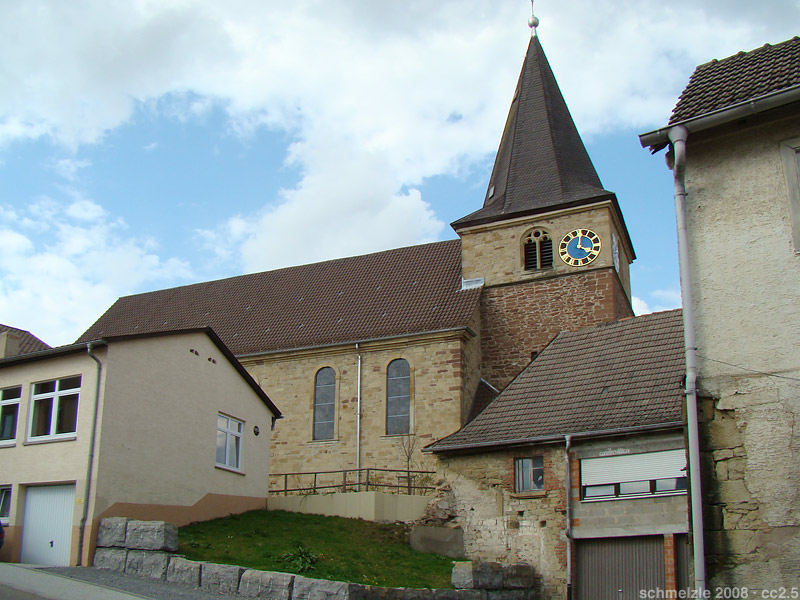
Evangelische Kirche in Eschelbach

Die Evangelische Kirche in Eschelbach, einem Stadtteil der Großen Kreisstadt Sinsheim im Rhein-Neckar-Kreis im nördlichen Baden-Württemberg, ist von einer Wehrmauer aus dem Jahr 1791 umgeben und erhielt durch Vergrößerung des Kirchenschiffs 1898 ihre heutige Gestalt. Das Innere der Kirche ist nach jüngsten Sanierungen sehr schlicht und enthält keine historischen Ausstattungsstücke.

## Lage
Die Kirche steht in der Ortsmitte in Tallage an einem Zweig der nördlichen Durchgangsstraße. Westnordwestlich von ihr schließt sich nahe ein Friedhof an.

## Glocken und Orgel
Im Glockenturm hängt neben neueren Glocken auch eine große Glocke aus dem Jahr 1484.
Bis zum Ersten Weltkrieg hatte die Kirche ein Dreigeläut aus Bronzeglocken der Gussjahre 1418, 1484 und 1786.
Die Glocke von 1418 stammte ursprünglich aus der Sinsheimer Stadtkirche und kam erst 1812 nach Eschelbach. Sie hat ein Gewicht von 125 kg und trägt die Inschrift o rex glorie xpe veni nobis cim pace a n d ni m cc cc xviii. Die Glocke war während des Ersten Weltkriegs bereits zersprungen, so dass man sie damals zu Rüstungszwecken ablieferte. Sie hat den Ersten Weltkrieg dann jedoch uneingeschmolzen überdauert und gelangte später in das Kurpfälzische Museum nach Heidelberg, wo sie lange Zeit fälschlicherweise als Eschelbronner Glocke bezeichnet wurde.
Die Glocke von 1484 goss Peter zur Glocken in Speyer, sie hat den Schlagton as‘ und einen Durchmesser von 91 cm. Ihre Inschrift lautet osana + heis + ich + peter + zvr + glocken + zv + spier + gos + mich + anno + dom + m + cccc + lxxxiiii. Die Glocke trägt verschiedene Schmuckelemente, darunter Kleeblätter zur Worttrennung. Als Symbole zeigt sie einen Ritter mit Kreuzschild und Palme, die Muttergottes mit Krone auf der umgekehrten Mondsichel sowie das Jesuskind mit der Weltkugel.
Die Glocke von 1786 war bei Anselm Franz Speck in Heidelberg für die Kirche in Eschelbach gegossen worden. Im gleichen Jahr hatte man den Glockenstuhl der Kirche erneuert und auch eine Glocke für das Eschelbacher Rathaus beschafft. Die Kirchenglocke von 1786 wurde wie auch die Rathausglocke desselben Gussjahrs und die Glocke von 1418 im Ersten Weltkrieg 1917 abgeliefert.
Als Ersatz für die beiden im Ersten Weltkrieg abgelieferten Kirchenglocken beschaffte man 1922 zwei gebrauchte Bronzeglocken. Die größere der beiden, die Neuenheimer Glocke, stammte ursprünglich aus Heidelberg-Neuenheim und war 1901 gegossen worden. Sie hatte den Schlagton f‘, einen Durchmesser von 112 cm und ein Gewicht von 735 kg. Die kleinere Gebrauchtglocke, die Wössinger Glocke stammte ursprünglich aus Walzbachtal-Wössingen, war 1897 bei der Glockengießerei Bachert in Dallau gegossen worden, hatte den Schlagton c‘‘, einen Durchmesser von 74 cm und ein Gewicht von 222 kg. Ihre Inschrift lautete FRIEDE. AUF HOHEM TURME STEH ICH, VOM LIEBEN GOTT ERFLEH ICH, DAß FRIED UND FREUDE SEI MEIN GELÄUTE. Beide Glocken mussten schon 1942 im Zweiten Weltkrieg wieder abgeliefert werden.
Als Ersatz für die im Zweiten Weltkrieg abgelieferten Glocken goss Bachert in Bad Friedrichshall-Kochendorf 1950 zwei neue Glocken. Die größere hat den Schlagton f‘, einen Durchmesser von 116 cm und die Inschrift WIR LEBEN ODER STERBEN SO SiND WIR DES HERRN EV. KIRCHE ESCHELBACH/BADEN. Die kleinere Glocke hat den Schlagton c‘‘, einen Durchmesser von 78 cm und die Inschrift O LAND LAND LAND HÖRE DES HERRN WORT EV. KIRCHE ESCHELBACH/BADEN.
Auf der Empore der Kirche befindet sich eine neobarocke Orgel der Orgelbaufirma Weigle mit 20 Registern auf zwei Manualen und Pedal aus dem Jahr 1979.